# Студенец (Тульская область)
Студенец — село в Венёвском районе Тульской области России.
В рамках административно-территориального устройства является центром Студенецкого сельского округа Венёвского района, в рамках организации местного самоуправления входит в Центральное сельское поселение.

## География
Расположено в 42 км к северо-востоку от Тулы и в 14 км к северо-западу от райцентра города Венёв.

## Население
| 2002 | 2010 |
| ---- | ---- |
| 279  | ↘206 |

Население — 206 чел. (2010).